# Фракционированная конденсация
Фракционированная конденсация — процесс ступенчатого охлаждения газовой (паровой) смеси, сопровождающийся последовательной конденсацией отдельных компонентов или их фракций. В промышленности фракционированная конденсация применяется преимущественно для низкотемпературного разделения газовых смесей, для получения фракций, обогащенных отдельными компонентами. Конечная температура охлаждения газовой смеси в каждой ступени определяется требованиями, предъявляемыми к составу конденсата.
Частным случаем фракционированной конденсации является дефлегмация.